# José Agostinho de Macedo

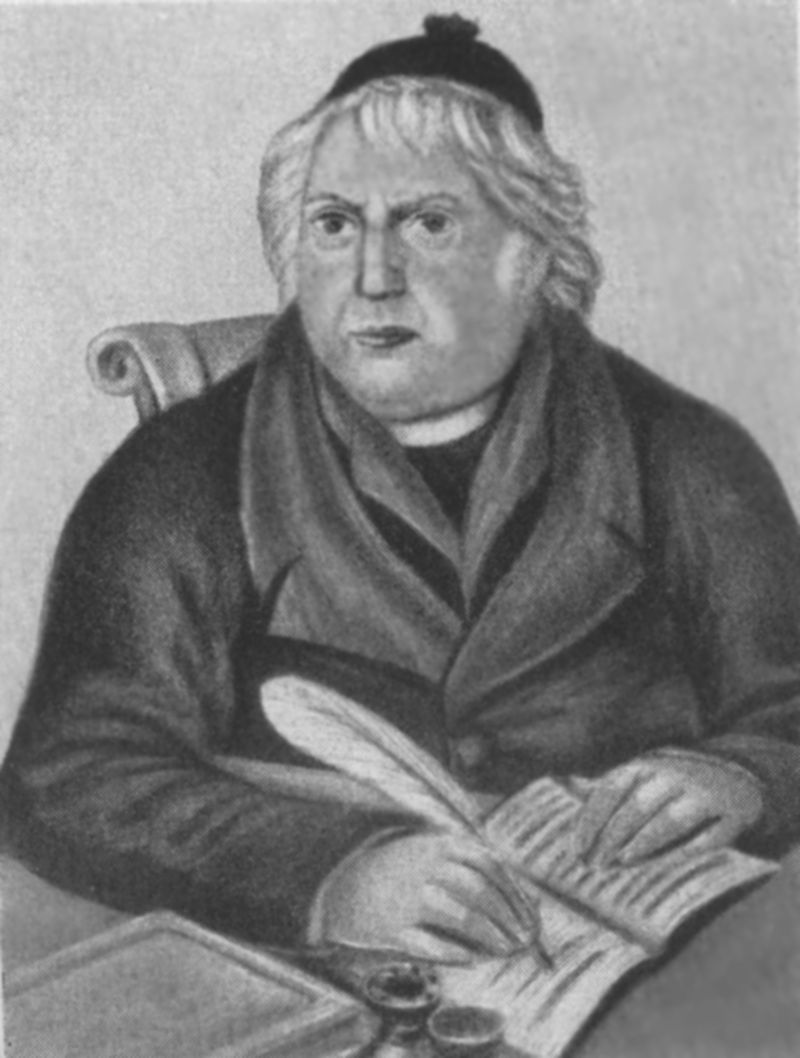
José Agostinho de Macedo

José Agostinho de Macedo (* 11. September 1761 in Beja, Portugal; † 2. Oktober 1831 in Lissabon) war ein portugiesischer Schriftsteller, Dichter und Historiker.
Macedo trat 1778 als Mönch in das Augustinerkloster da Graca in Lissabon ein, das er 1792 wieder verlassen musste. Danach war er als weltlicher Priester tätig und erhielt 1802 die Stelle eines Hofpredigers. 1812 wurde er zum Deputierten gewählt und 1830 zum Chronisten des Usurpators Dom Miguel ernannt.

## Werke

### Poesie
- Gama, poema narrativo (1811)
- O Oriente, poema épico (1814)
- O Argonauta, poemeto
- O Novo Argonauta (1809)
- Newton, poema filosofico
- A Meditação, poema filosofico
- A Natureza

### Oden
- Ode a Lord Wellington
- 1ª Ode a Alexandre Imperador da Russia
- 2ª Ode a Alexandre Imperador da Russia
- Ode à Ambição de Bonaparte
- Ode ao General Kutusow

### Briefe
- Epistola a Lord Wellington
- Epistola às Nações Aliadas na Passagem do Reno
- Epistola em resposta a outra de Maio e Lima

### Prosa und andere Werke
- Os Sebastianistas
- Justa defesa do livro intitulado Os Sebastianistas
- Inventário de Sandices
- Exame examinado, Resposta a Rocha e Pato
- Mais Lógica
- O Voto, elogio dramatico
- Sermão contra o filosofismo do século XIX (1811)
- O Couto, Resposta ao Folheto Regras da Oratória da Cadeira
- A Análise Analizada, resposta a A. M. do Couto (1815)
- Colecção de vários e interessantes escitos de José Agostinho de Macedo (1838, obra postuma)

Dieser Artikel basiert auf einem gemeinfreien Text aus Meyers Konversations-Lexikon, 4. Auflage von 1888 bis 1890.
| Personendaten    | Personendaten                                                    |
| ---------------- | ---------------------------------------------------------------- |
| NAME             | Macedo, José Agostinho de                                        |
| KURZBESCHREIBUNG | portugiesischer Schriftsteller, Dichter, Historiker und Theologe |
| GEBURTSDATUM     | 11. September 1761                                               |
| GEBURTSORT       | Beja (Portugal)                                                  |
| STERBEDATUM      | 2. Oktober 1831                                                  |
| STERBEORT        | Lissabon                                                         |